# 黄花杓兰
黄花杓兰（学名：Cypripedium flavum）为兰科杓兰属下的一个种，分佈於中國大陸中西部。

## 扩展阅读
- 維基物種上的相關：黄花杓兰